# Alcatel Mobile

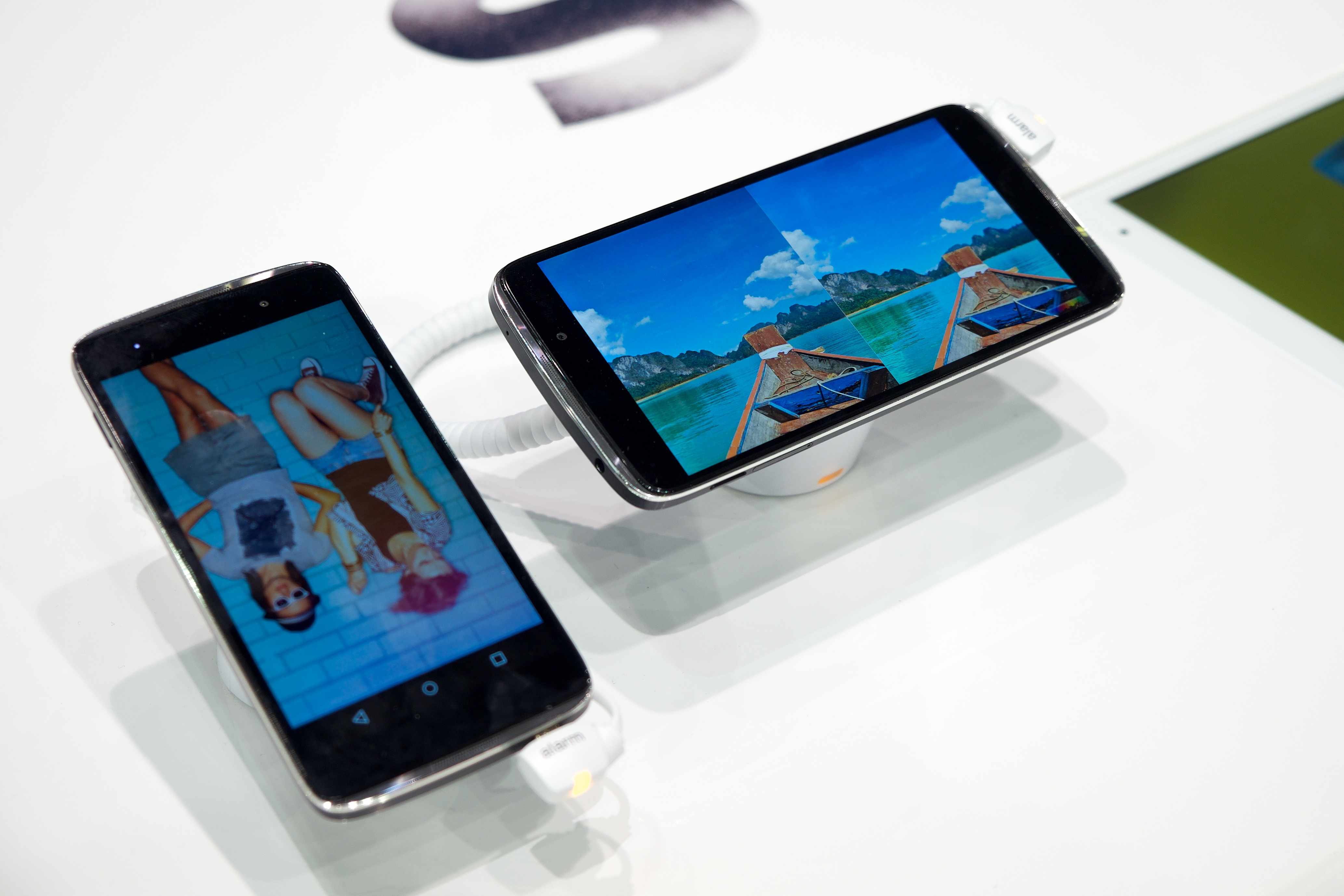
Alcatel Onetouch Idol 3

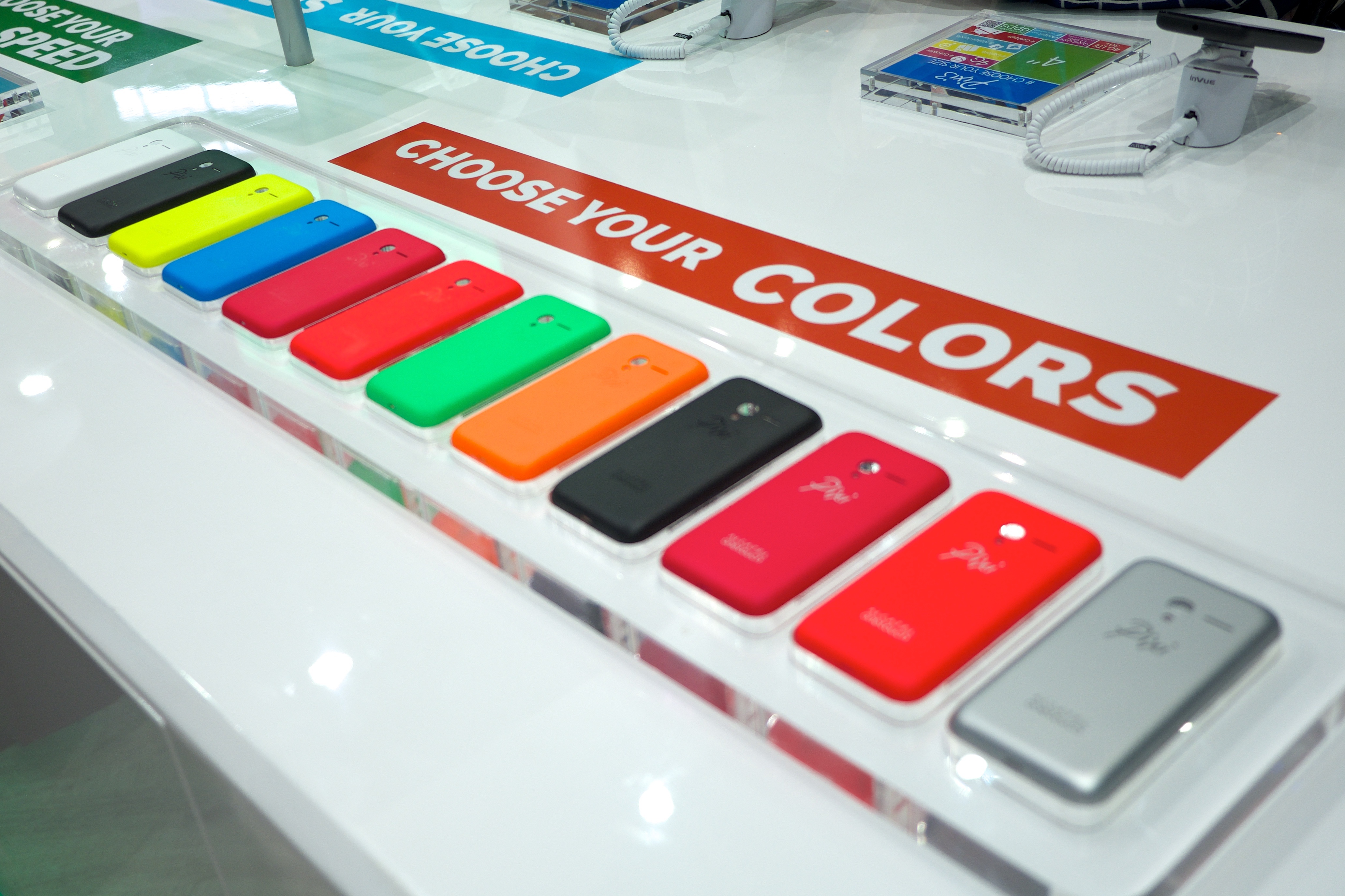
Alcatel OneTouch Pixi 3

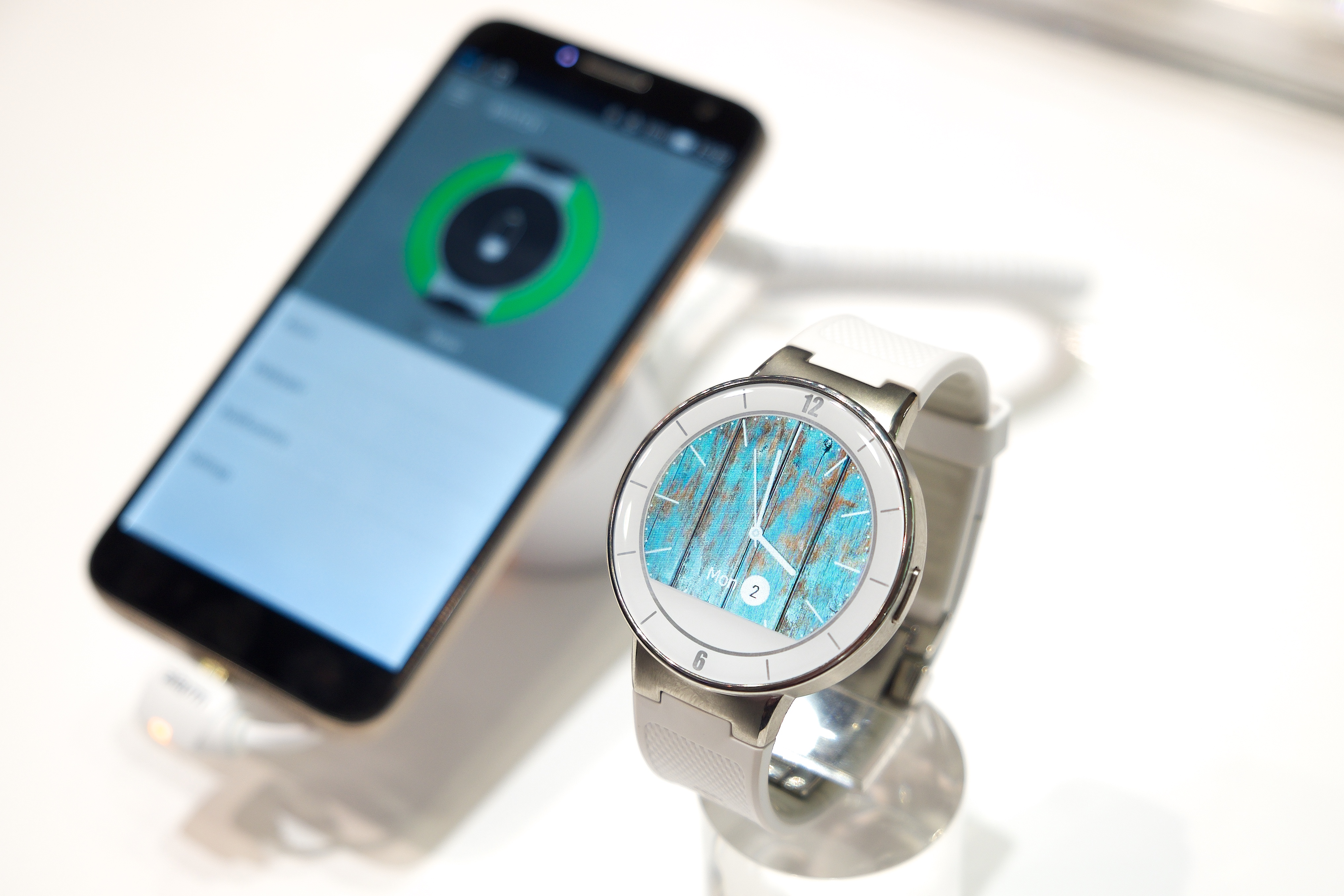
Alcatel OneTouch Watch

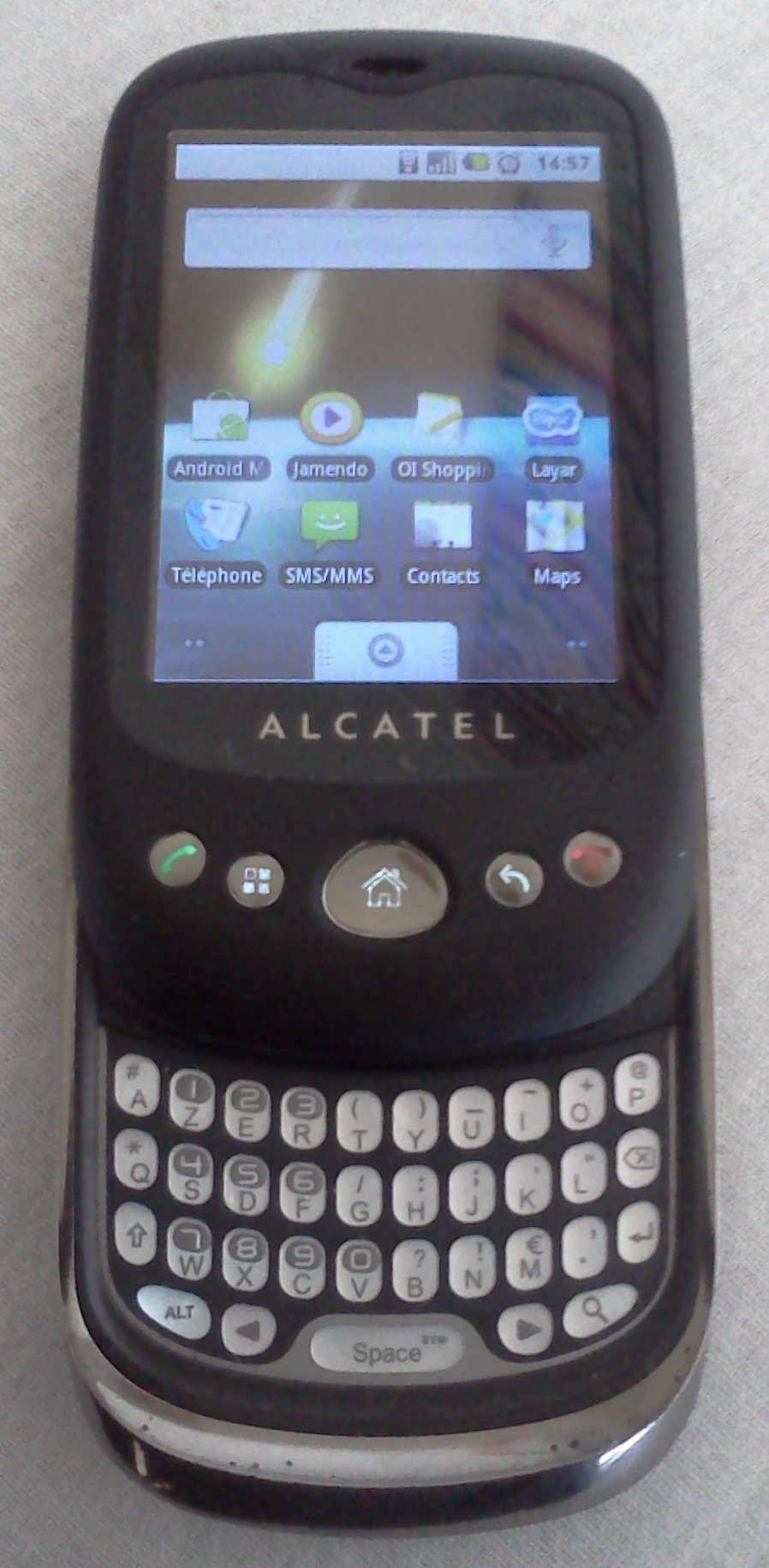
Alcatel One Touch 980

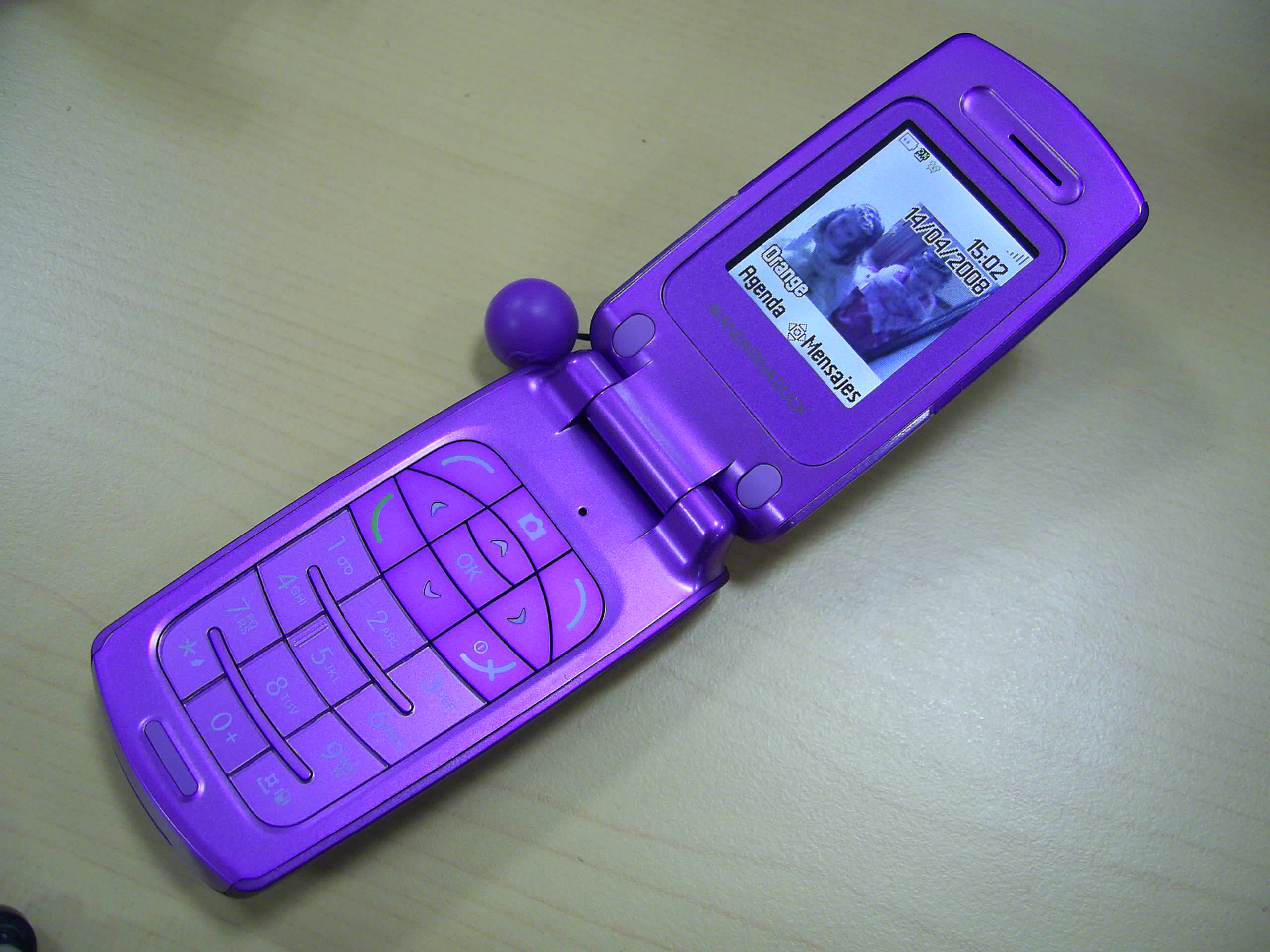
Alcatel Mandarina Duck

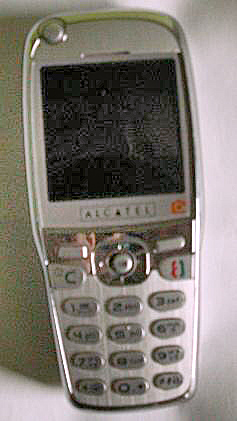
Alcatel One Touch 735 y Alcatel One Touch 735i

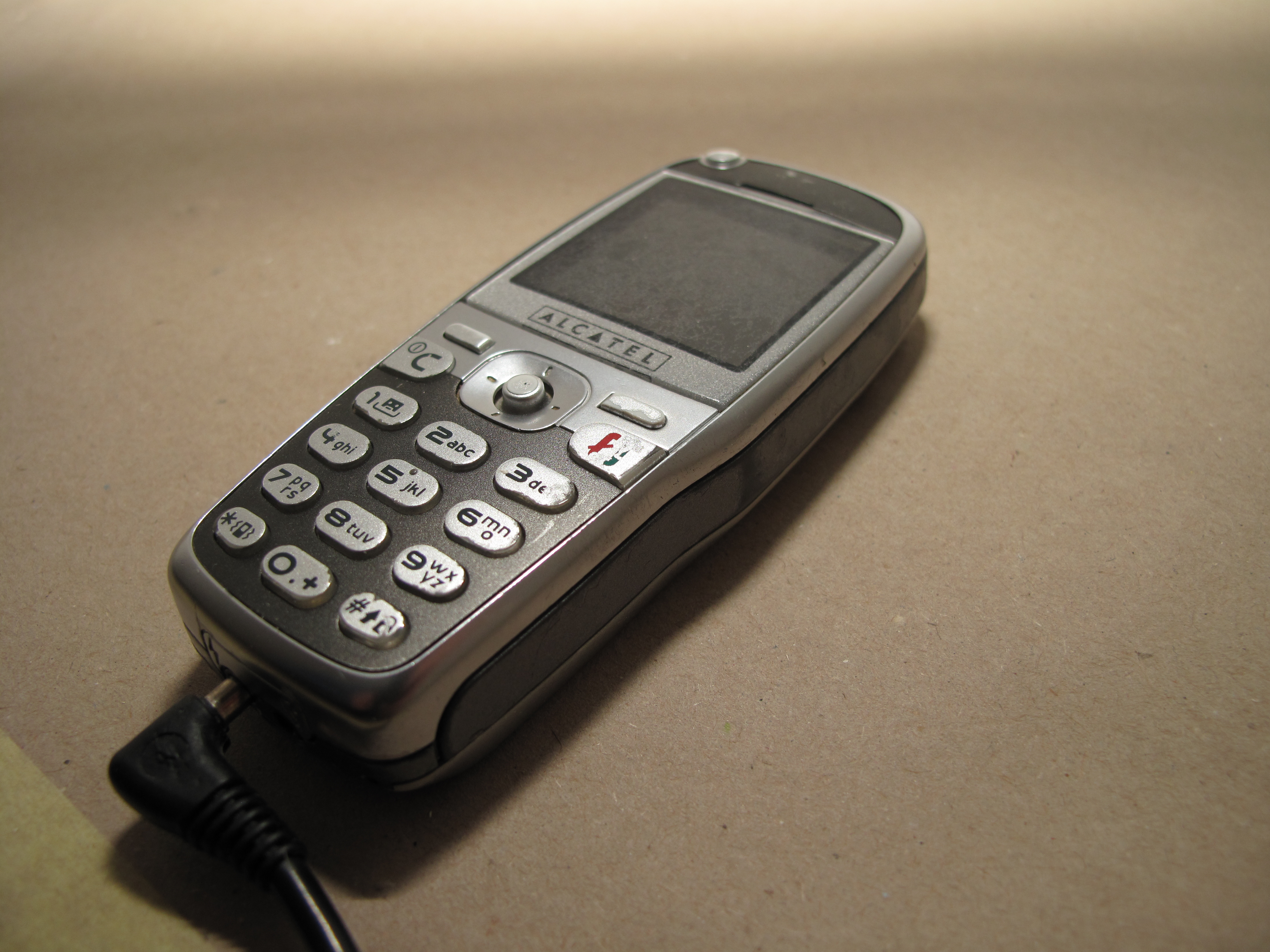
Alcatel One Touch 535

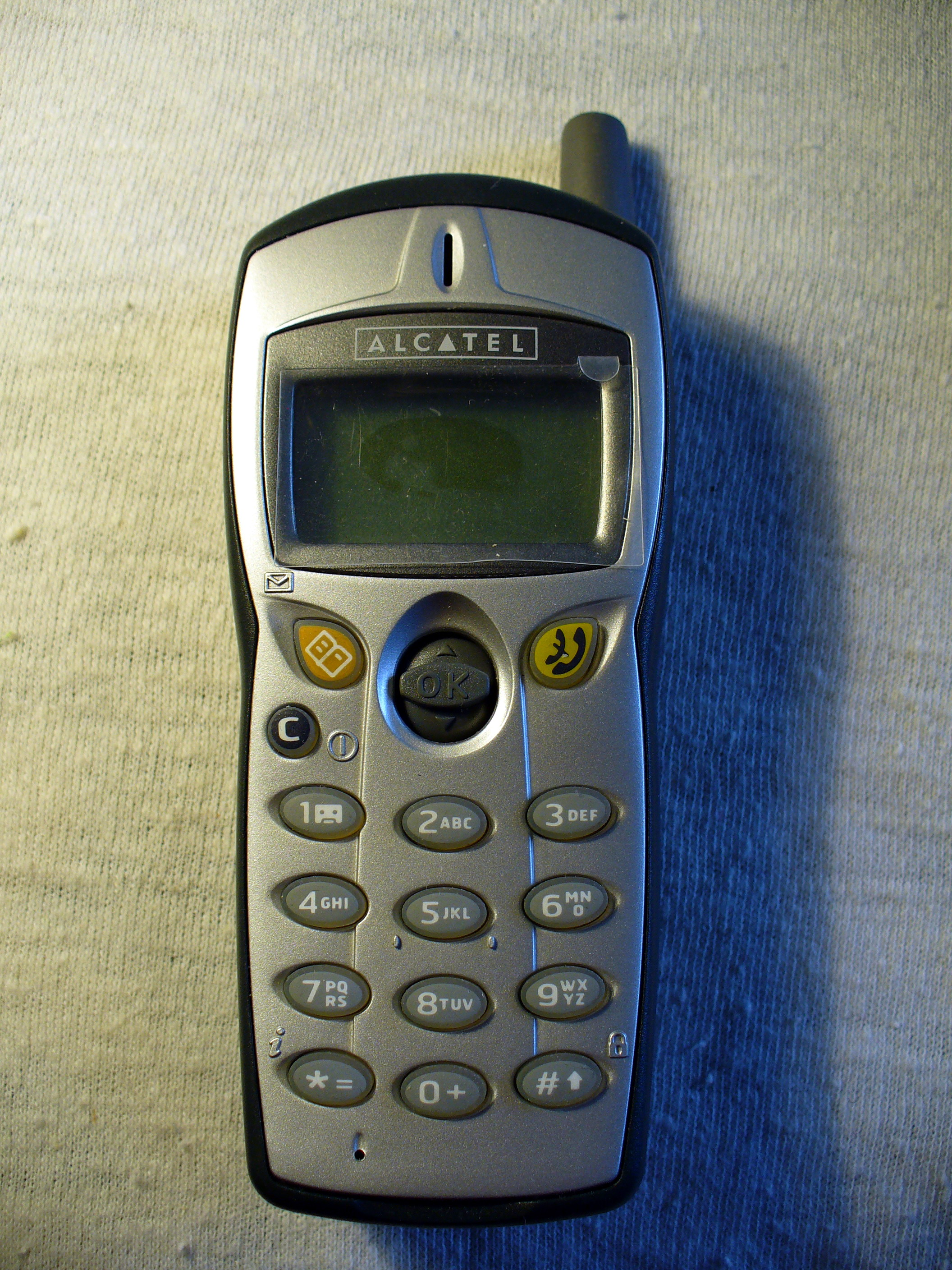
Alcatel One Touch 300 (2000)

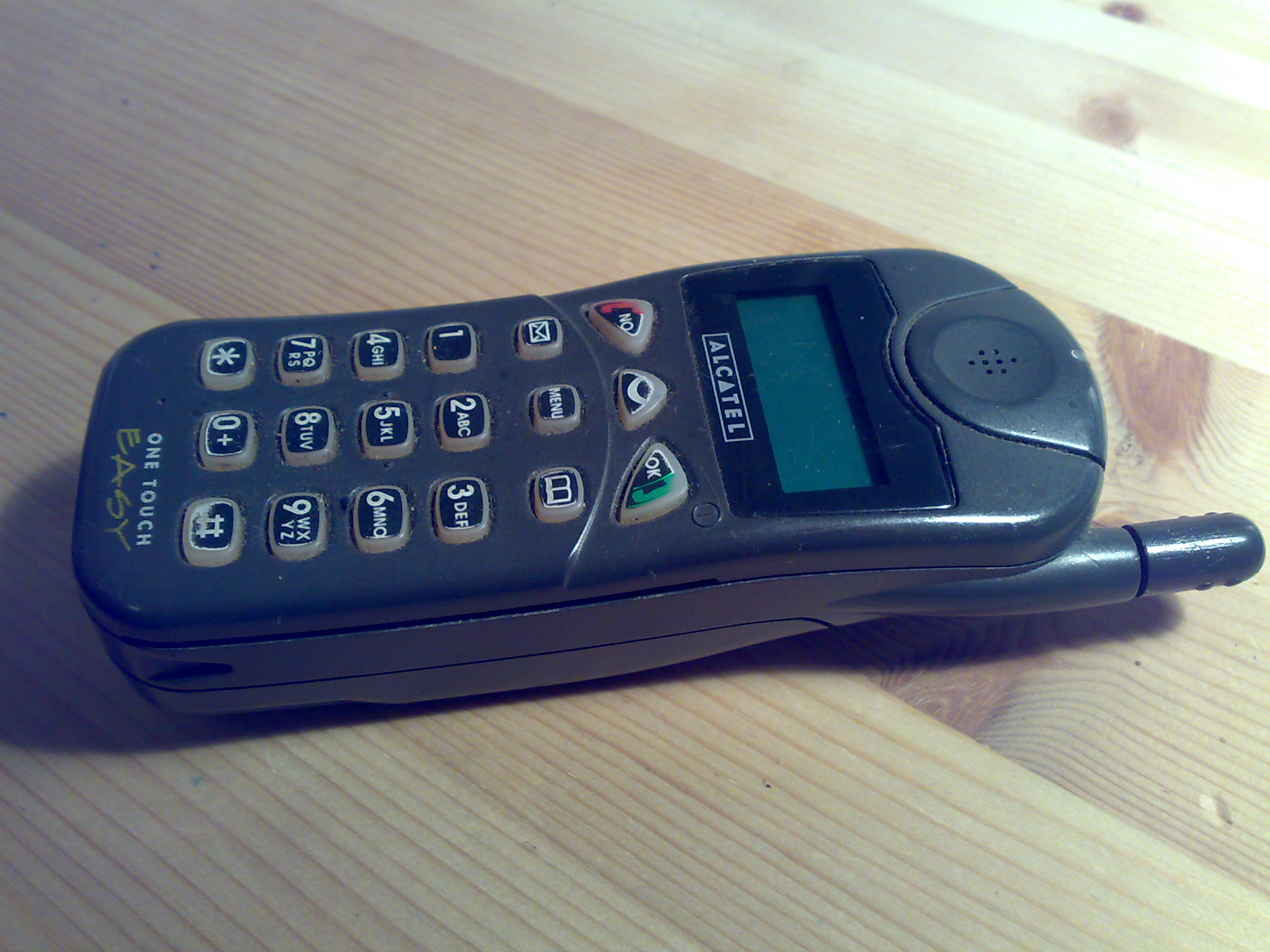
Alcatel One Touch Easy

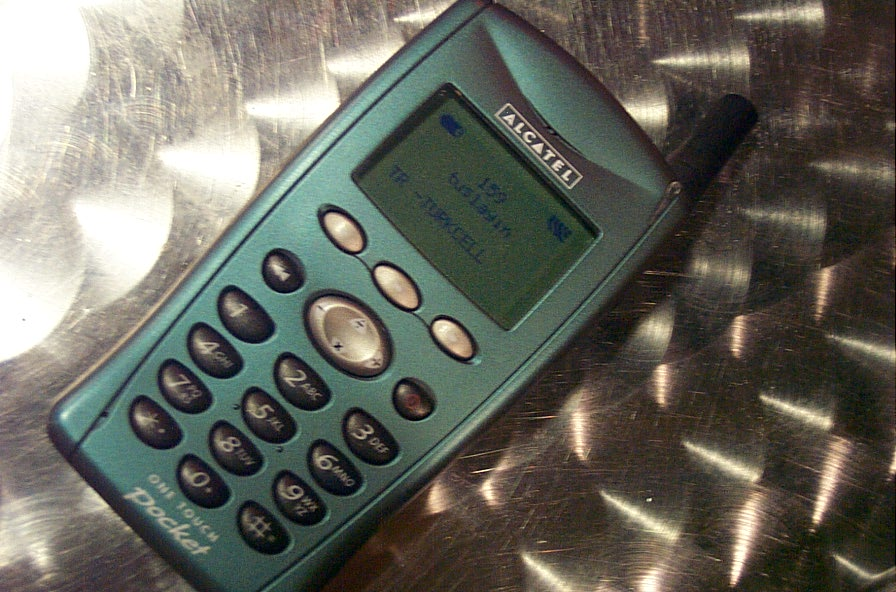
Alcatel One Touch Pocket

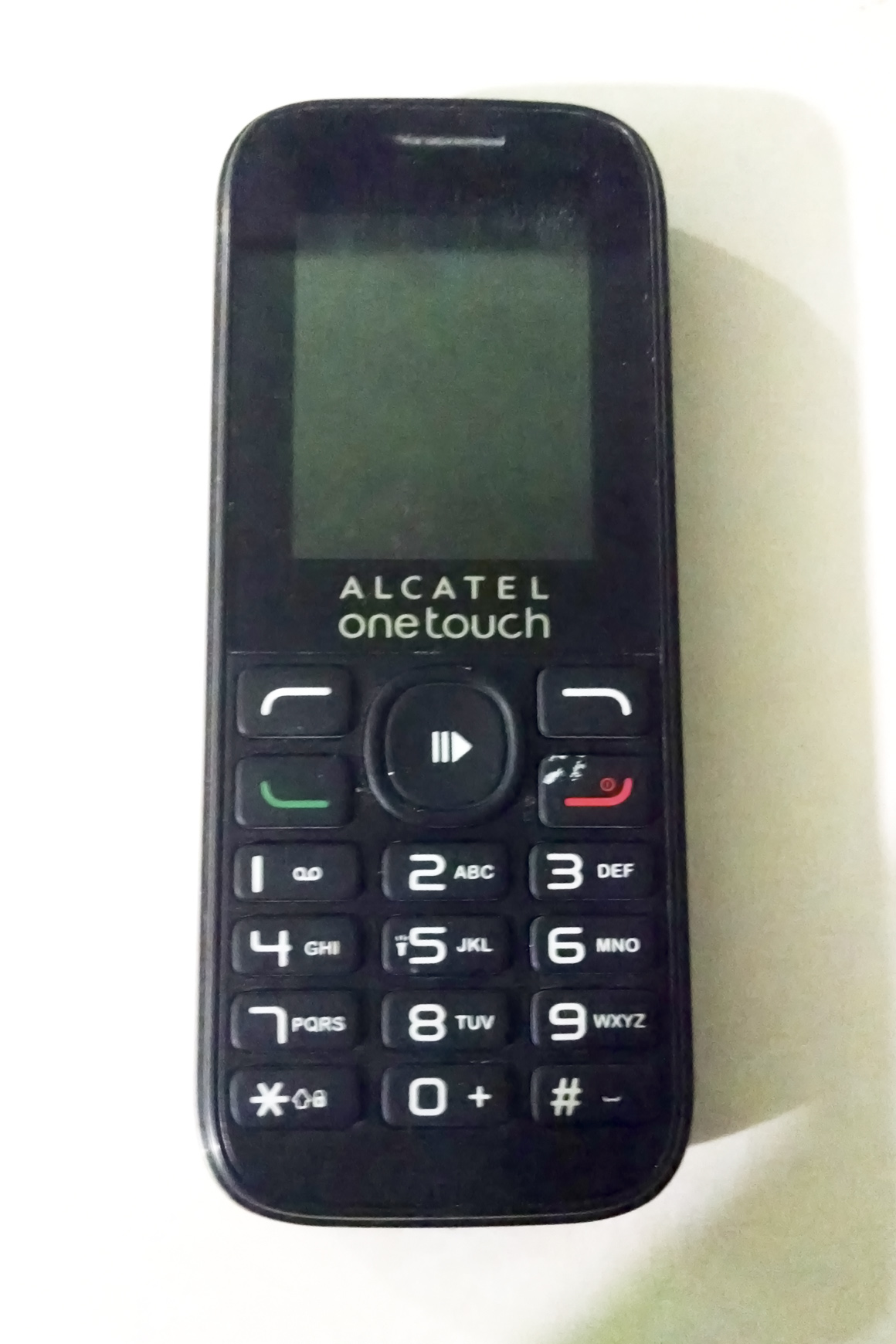
Alcatel One Touch 1050A

Alcatel es una empresa multinacional de telefonía móvil con sede en la ciudad Shenzhen, China. Alcatel diseña, desarrolla, fabrica y venden productos que incluyen teléfonos inteligentes, relojes inteligentes, banda ancha móvil y tabletas, en todo el mundo. La marca Alcatel fue licenciada en 2005 por la antigua empresa francesa de electrónica y telecomunicaciones Alcatel-Lucent a TCL Mobile Limited para teléfonos y dispositivos móviles.

## Historia
Alcatel-Lucent aporta su división de telefonía móvil, que no estaba pasando por su mejor momento, pero tenía un mercado nicho en la gama baja de las operadoras.
Creada en agosto de 2004 como una joint venture entre Alcatel-Lucent de Francia y TCL Mobile Limited de China.
TCT Mobile Limited (nombre anterior: TCL & Alcatel Mobile Phone Limited / T&A Mobile Phones Limited) pertenece a TCL Communication Technology Holdings Limited que cotiza en la Bolsa de Hong Kong (SEHK:2618). Maneja tres unidades de negocios: ALCATEL Mobile Phones, TCL Mobile Phones y Brand Design Lab.
TCL invierte 68,15 millones de dólares pero en el primer cuatrimestre de 2005 la empresa había perdido 79,71 millones. El 28 de mayo de ese año TCL Communication Technology Holdings Limited anuncia que compra el 45% que Alcatel-Lucent tiene en Alcatel Mobile Phones. El acuerdo se articula en un intercambio de acciones del 5% de TCL por su participación. Además cede los derechos de uso de la marca Alcatel y parte de sus patentes de 3G.
En febrero de 2007, llevó los nuevos productos de la serie Alcatel al Congreso Mundial 3GSM en Barcelona en 2007 y recibió amplia atención.
En marzo de 2007, Alcatel participó en la exposición CTIA WIRELESS 2007 celebrada en Orlando, Florida, EE. UU., y entró en el mercado norteamericano.
En abril de 2007, Alcatel invirtió US $ 45 millones en bonos convertibles sin intereses para capital de trabajo general y refinanciamiento de alguna deuda existente.
En septiembre de 2007, el derecho a usar la marca Alcatel por parte de TCL Technology se extendió por 10 años hasta 2024. La producción mensual excedió 1.5 millones de unidades.
En 2010 se decide utilizar Alcatel One Touch como marca corporativa y comercial, desapareciendo la vieja web de Alcatel Mobile Phones (ahora sólo accesible por Internet Archive). Se centra en la producción de Smartphones con sistema operativo Android y Firefox OS. Se une a la tendencia nacida en China de los equipos MultiSIM. También fabrica tablets y módems 3G.
Con esa nueva imagen comercial Alcatel acude al Mobile World Congress 2010 y abre además entradas locales para cada país en Facebook (donde publica ofertas localizadas para cada país, como el acuerdo con La Poste en Francia, y organiza numerosos concursos promocionales) e incrementa su presencia en otras redes sociales como Twitter y Flickr. El código fuente de su web puede descargarse de Sourceforge.
En 2011, Alcatel ganó dos iF design award del International Forum Design por sus modelos Alcatel One Touch 818 y Alcatel One Touch 355 PLAY.
Tanto en el Tour de Francia como en la Vuelta a España se ve al Androide Azul de Alcatel al convertirse por tres años (2013-2016) en patrocinador oficial de ambos eventos ciclistas.
El 20 de febrero de 2016 en el Mobile World Congress de Barcelona, anuncia que simplifica su marca dejándolo sólo en Alcatel a la vez que adopta un nuevo logotipo, presente en los nuevos modelos mostrados.

## Alcatel One Touch
Alcatel One Touch fue el nombre dado por Alcatel a su gama de mayor éxito en 2G. Orientado a la gama baja del mercado, suelen tener mala fama de equipo   sencillo y con muchas fallas en el software  El prestigio obtenido hace que la mayoría de modelos Alcatel comiencen por las siglas OT o directamente ostenten el nombre One Touch. Al tener que reestructurar Alcatel Mobile Phones TCL decide enfatizar esa marca ampliamente conocida, pasando a ser su imagen corporativa fuera de China, donde sigue utilizando TCL móviles.

## Relojes inteligentes
- Alcatel One Touch Watch primer smartwatch de Alcatel con una batería de 210 mAh y es compatible con muchos dispositivos Android a partir de la versión 4.3 y para usuarios del iPhone a partir de iOS 7, tiene características increíbles, aunque su sistema es propietario y a un precio accesible

## Tabletas
- Alcatel One Touch Plus 10 primera tableta Windows 10.[7]
- Alcatel One Touch Fire 7 con Firefox OS.[8]
- Alcatel One Touch POP 7 enero de 2014. Pantalla táctil capacitiva de 7 pulgadas, 3G, cámara de 2 megapixels, Wi-Fi, GPS, Bluetooth
- Alcatel One Touch POP 8 enero de 2014. Pantalla táctil capacitiva TFT LCD IPS de 8 pulgadas, 3G, cámara de 2 megapixels, Wi-Fi, GPS, Bluetooth
- Alcatel One Touch Evo 8HD septiembre de 2013. Pantalla táctil capacitiva TFT LCD IPS de 8 pulgadas HD (1280 x 800), cámara de 3.15 megapixels, Wi-Fi, GPS, Bluetooth
- Alcatel One Touch EVO 7HD Pantalla táctil capacitiva TFT LCD IPS de 7 pulgadas HD (1280 x 800), Android 4.1 Jelly Bean, 2 cámaras, Wi-Fi, Bluetooth
- Alcatel One Touch Evo 7 enero de 2013. Android. Pantalla táctil TFT LCD de 7,0 pulgadas, cámara VGA, Wi-Fi, GPS, Bluetooth.
- Alcatel One Touch Evo 7 HD enero de 2013. Android. Pantalla táctil capacitiva TFT LCD IPS de 7,0 pulgadas, cámara de 3 MP, Wi-Fi, GPS, Bluetooth.
- Alcatel One Touch Tab 8 HD enero de 2013. Android. Pantalla táctil capacitiva TFT LCD IPS de 8,0 pulgadas, cámara de 2 MP, Wi-Fi, GPS, Bluetooth.
- Alcatel One Touch Tab 7 enero de 2013. Android. Pantalla táctil capacitiva TFT LCD de 7,0 pulgadas, cámara VGA, Wi-Fi, Bluetooth.
- Alcatel One Touch Tab 7 HD enero de 2013. Android. Pantalla táctil capacitiva TFT LCD IPS de 7,0 pulgadas, cámara de 2 MP, Wi-Fi, GPS, Bluetooth.
- Alcatel One Touch T20, tableta con un procesador a 1 GHz, cámara frontal de 0.3 megapixels, y sistema operativo Android 4.0 Ice Cream Sandwich.
- Alcatel One Touch T10, 2013. Pantalla táctil capacitiva TFT LCD de 7 pulgadas, cámara VGA, Wi-Fi, Android 4.0 Ice Cream Sandwich.
- Alcatel One Touch T60, primera tableta Alcatel One Touch con sistema operativo Android 2.2 Froyo.

## Módems deBanda Ancha Móvil
- Alcatel One Touch X500, un módem 3G USB
- Alcatel One Touch Y580, un dispositivo WiFi móvil
- Alcatel One Touch X020, HSDPA, 2008

## Teléfonos móviles ysmartphones[9]

### 2020
- Alcatel 1B
- Alcatel 1S
- Alcatel 1SE
- Alcatel 1V
- Alcatel 3L

### 2019
- Alcatel 1C
- Alcatel 1X
- Alcatel 1S
- Alcatel 3
- Alcatel 3L
- Alcatel 3V
- Alcatel 1V
- Alcatel 3X

### 2018
- Alcatel Tetra
- Alcatel 3C
- Alcatel 1X
- Alcatel 3
- Alcatel 3V
- Alcatel 3X
- Alcatel 5
- Alcatel 5V
- Alcatel 7
- Alcatel 1

### 2017
- Alcatel A5 Led
- Alcatel A3 Plus
- Alcatel U5
- Alcatel U3
- Alcatel IdealXcite
- Alcatel CameoX

### 2016
- Alcatel Ideal
- Alcatel Shine Lite
- Alcatel One Touch Idol 4
- Alcatel One Touch Idol 4+
- Alcatel One Touch Idol 4 S[10]

- Alcatel One Touch Pop Mirage
- Alcatel One Touch Pop 4
- Alcatel One Touch Pop 4+
- Alcatel One Touch Pop 4 S[11]

### 2015
- Alcatel One Touch Go Play
- Alcatel One Touch Idol 3 (4.7)
- Alcatel One Touch Idol 3 5.5 Procesador Octacore Snapdragon 615, LTE, Pantalla táctil capacitiva LCD IPS DE 5.5 pulgadas, cámara de 13 megapixeles, parlantes estéreo frontales con micrófono para cancelación de sonido en cada lado, Android 5.0 Lollipop, Wi-Fi GPS, Bluetooth
- Alcatel One Touch Pixi 3 Teléfonos inteligentes con Android, Windows Phone y Firefox OS que las especificaciones varía al mercado existen versiones de 3.5, 4, 4.5 y 5 pulgadas que varían en el mercado y depende de la plataforma que haya del mercado
  - Alcatel One Touch Pixi 3 3.5
  - Alcatel One Touch Pixi 3 4
  - Alcatel One Touch Pixi 3 4.5
  - Alcatel One Touch Pixi 3 5
- Alcatel One Touch Pixi 4 3.5
- Alcatel One Touch Pixi 4 4
- Alcatel One Touch Pixi 4 5
- Alcatel One Touch Pixi 4 6
- Alcatel One Touch Pixi First
- Alcatel One Touch Pop 2 5 pulgadas
- Alcatel One Touch Pop 3 (5)
- Alcatel One Touch Pop 3 (5.5) 3G
- Alcatel One Touch Pop 3 (5.5) 4G
- Alcatel One Touch Pop Star

### 2014
- Alcatel One Touch Idol X+ Ocho núcleos, 3G, Pantalla táctil capacitiva TFT LCD IPS de 5 pulgadas, cámara de 13,1 megapixels, Wi-Fi, GPS, Bluetooth
- Alcatel One Touch Pop C7 abril de 2014. Android 4.2.2. 3G, pantalla táctil capacitiva TFT LCD de 5,0 pulgadas, cámara de 5 MP, Wi-Fi, GPS, Bluetooth.
- Alcatel One Touch Pop C9 abril de 2014. Android Jelly Bean 4.2, 3G, pantalla táctil capacitiva TFT LCD IPS de 5,5 pulgadas, cámara de 8 MP, Wi-Fi, GPS, Bluetooth.
- Alcatel One Touch Hero II Android KitKat 4.4, pantalla táctil capacitiva IPS de 6.0 pulgadas con cristal Dragontrail, cámara de 13 mpx y 5 mpx, wifi, GPS, brújula, 4G LTE, CPU Mediatek octacore a 2GHz, 2GB de RAM, 16GB almacenamiento interno, hasta 32GB almacenamiento externo (Micro SD).
- Alcatel 1011A Celular Básico pantalla a color de 1,45 pulgadas con una resolución de 128 x 128 píxeles. más vendido durante el primer semestre de 2015

### 2013

#### Teléfonos inteligentes
- Alcatel One Touch Fierce septiembre. Android. 3G, pantalla táctil capacitiva TFT LCD de 4,5 pulgadas, cámara de 5 MP, Wi-Fi, GPS, Bluetooth.
- Alcatel One Touch Evolve septiembre. Android. 3G, pantalla táctil capacitiva TFT LCD de 4,0 pulgadas, cámara de 5 MP, Wi-Fi, GPS, Bluetooth.
- Alcatel One Touch Pop C5 septiembre. Android 4.2.2. 3G, pantalla táctil capacitiva TFT LCD de 4,5 pulgadas, cámara de 5 MP, Wi-Fi, GPS, Bluetooth.
- Alcatel One Touch Pop C3 septiembre. Android 4.2.2. 3G, pantalla táctil capacitiva TFT LCD de 4,0 pulgadas, cámara de 5 MP (sólo los (4033A, 4033E), Wi-Fi, GPS, Bluetooth.
- Alcatel One Touch Pop C1 septiembre. Android 4.2.2. 3G, pantalla táctil capacitiva TFT LCD de 3,5 pulgadas, cámara de 2 MP, Wi-Fi, GPS, Bluetooth.
- Alcatel One Touch Idol Alpha septiembre. Android 4.2.2. 3G, pantalla táctil capacitiva TFT LCD IPS de 4,7 pulgadas, cámara de 13 MP, Wi-Fi, GPS, Bluetooth.
- Alcatel One Touch Hero septiembre. Android. 3G, pantalla táctil capacitiva TFT LCD IPS de 6,0 pulgadas, cámara de 13 MP, Wi-Fi, GPS, Bluetooth.
- Alcatel One Touch Idol S septiembre. Android. 3G, pantalla táctil capacitiva TFT LCD IPS de 4,7 pulgadas, cámara de 8 MP, Wi-Fi, GPS, Bluetooth.
- Alcatel One Touch Idol Mini agosto. Android. 3G, pantalla táctil capacitiva TFT LCD IPS de 4,3 pulgadas, cámara de 5 MP, Wi-Fi, GPS, Bluetooth. Con micro sim.
- Alcatel One Touch Pixi agosto. Android. 3G, pantalla táctil capacitiva TFT LCD de 3,5 pulgadas, cámara de 2 MP, Wi-Fi, Bluetooth.
- Alcatel One Touch Snap LTE febrero. Android. 3G, pantalla táctil capacitiva TFT LCD de 4,65 pulgadas, cámara de 8 MP, Wi-Fi, GPS, Bluetooth.
- Alcatel One Touch Snap febrero. Android. 3G, pantalla táctil capacitiva TFT LCD de 4,5 pulgadas, cámara de 8 MP, Wi-Fi, GPS, Bluetooth.
- Alcatel One Touch Idol X febrero. Android. 3G, pantalla táctil capacitiva TFT LCD IPS de 5,0 pulgadas, cámara de 13.1 MP, Wi-Fi, GPS, Bluetooth.
- Alcatel One Touch Fire febrero. Firefox OS, 3G, pantalla táctil capacitiva TFT LCD de 3,5 pulgadas, cámara de 3,15 MP, HTML5, Wi-Fi, GPS, Bluetooth.
- Alcatel One Touch Star febrero. Android 4.1. MediaTek MT6577 a 1 Ghz y dos núcleos. 512 MiB de memoria RAM. Dual SIM, pantalla táctil capacitiva AMOLED de 4,0 pulgadas, cámara de 5 MP, Wi-Fi, GPS, Bluetooth.
- Alcatel One Touch Scribe febrero. Android. 3G, pantalla táctil capacitiva TFT LCD de 5,0 pulgadas, cámara de 5 MP, Wi-Fi, GPS, Bluetooth.
- Alcatel One Touch Idol Ultra febrero. Phablet con Android 4.1. MediaTek MT6577+ a 1.2 Ghz y dos núcleos. 1 GiB de memoria RAM. Dual SIM, 3G, pantalla táctil capacitiva AMOLED de 4,65 pulgadas (720x1280 pixel), cámara de 8 MP, Wi-Fi, GPS, Bluetooth.
- Alcatel One Touch T'Pop febrero. Android. 3G, pantalla táctil capacitiva TFT LCD de 3,5 pulgadas, cámara de 2 MP (EU) / 3,2 MP (Americas), Wi-Fi, GPS, Bluetooth.
- Alcatel One Touch S'Pop febrero. Android. 3G, pantalla táctil capacitiva TFT LCD de 3,5 pulgadas, cámara de 3,15 MP, Wi-Fi, GPS, Bluetooth.
- Alcatel One Touch M'Pop febrero. Android 4.1. 3G, pantalla táctil capacitiva TFT LCD de 4,0 pulgadas, cámara de 5 MP, Wi-Fi, GPS, Bluetooth.
- Alcatel One Touch X'Pop febrero. Android. 3G, pantalla táctil capacitiva TFT LCD de 4,5 pulgadas, cámara de 5 MP, Wi-Fi, GPS, Bluetooth.
- Alcatel One Touch Scribe X febrero. Android. 3G, pantalla táctil capacitiva TFT LCD de 5,0 pulgadas, cámara de 12 MP, Wi-Fi, GPS, Bluetooth.
- Alcatel One Touch Idol enero. Phablet con Android 4.1. MediaTek MT6577 a 1 Ghz y dos núcleos. 1 GiB de memoria RAM. Dual SIM, 3G, pantalla táctil capacitiva TFT LCD IPS de 4,66 pulgadas, cámara de 8 MP, Wi-Fi, GPS, Bluetooth.
- Alcatel One Touch Scribe HD-LTE enero. Android. 3G, pantalla táctil capacitiva TFT LCD IPS de 5,0 pulgadas, cámara de 8 MP, Wi-Fi, GPS, Bluetooth.
- Alcatel One Touch Scribe HD enero. Phablet con Android 4.1. MediaTek MT6589 a 1.2 Ghz y cuatro núcleos. 1 GiB de memoria RAM. Dual SIM, 3G, pantalla táctil capacitiva TFT LCD IPS de 5,0 pulgadas (720x1280 pixel), cámara de 8 MP (video 1080p), Wi-Fi, GPS, Bluetooth.

#### Teléfonos Móviles
- Alcatel 20.01 noviembre. Teléfono orientado a personas mayores con teclado grande y sencillo. Pantalla TFT LCD de 2,4 pulgadas, cámara de 2 Megapíxels, Bluetooth

### 2012

#### Teléfonos inteligentes
- Alcatel One Touch View Windows Phone 7.5. 3G, pantalla táctil capacitiva TFT LCD IPS de 4,0 pulgadas, cámara de 5 MP, Wi-Fi, GPS, Bluetooth.
- Alcatel One Touch 983 noviembre. Android. 3G, Pantalla táctil capacitiva TFT LCD de 3,5 pulgadas, cámara de 3.15 MP, Wi-Fi, GPS, Bluetooth.
- Alcatel One Touch 988 Shockwave octubre. Android. 3G, Pantalla táctil capacitiva TFT LCD de 3,5 pulgadas, cámara de 3.15 MP, Wi-Fi, GPS, Bluetooth.
- Alcatel One Touch 903 Agosto. Android, 3G, pantalla táctil capacitiva TFT LCD de 2,8 pulgadas, cámara de 2 MP, Wi-Fi, GPS, Bluetooth
- Alcatel One Touch 993 Agosto. Android. 3G, Pantalla táctil capacitiva TFT LCD de 4,0 pulgadas, cámara de 5 MP, Wi-Fi, GPS, Bluetooth.
- Alcatel One Touch 997 Agosto. Android. 3G, Pantalla táctil capacitiva TFT LCD de 4,3 pulgadas, cámara de 8 MP, Wi-Fi, GPS, Bluetooth.
- Alcatel One Touch 668 Agosto. Android. Pantalla TFT LCD de 1,77 pulgadas, cámara de 2 MP, Bluetooth.
- Alcatel One Touch 997D julio. Android. 3G, Pantalla táctil capacitiva TFT LCD de 4,3 pulgadas, cámara de 8 MP, Wi-Fi, GPS, Bluetooth.
- Alcatel One Touch 986 mayo. Android. 3G, pantalla táctil capacitiva TFT LCD IPS de 4,5 pulgadas, cámara de 5 MP, Wi-Fi, GPS, Bluetooth.
- Alcatel One Touch 916 abril. Android. 3G, Pantalla táctil capacitiva TFT LCD de 2,6 pulgadas, cámara de 3,15 MP, Wi-Fi, GPS, Bluetooth.
- Alcatel One Touch 985 marzo. Android. 3G, Pantalla táctil capacitiva TFT LCD de 3,5 pulgadas, cámara de 3,15 MP, Wi-Fi, GPS, Bluetooth.
- Alcatel One Touch 991 febrero. Android. 3G, Pantalla táctil capacitiva TFT LCD de 4,0 pulgadas, cámara de 3,15 MP, Wi-Fi, GPS, Bluetooth.
- Alcatel One Touch 915 febrero. Android. 3G, Pantalla táctil capacitiva TFT LCD de 2,8 pulgadas, cámara de 5 MP, Wi-Fi, GPS, Bluetooth.
- Alcatel One Touch 995 febrero. Android. Qualcomm Snapdragon MSM8255T a 1,4 GHz. 3G, Pantalla táctil capacitiva TFT LCD de 4,3 pulgadas, cámara de 5 MP, Wi-Fi, GPS, Bluetooth.
- Alcatel One Touch 992D Android. 3G, Pantalla táctil capacitiva TFT LCD de 4,0 pulgadas, cámara de 5 MP, Wi-Fi, GPS, Bluetooth.
- Alcatel One Touch 978 Android. 3G, Pantalla táctil capacitiva TFT LCD de 4,0 pulgadas, cámara de 3.15 MP, Wi-Fi, GPS, Bluetooth.
- Alcatel One Touch 605 Agosto. Pantalla táctil resistiva TFT LCD de 2,4 pulgadas, cámara VGA, Bluetooth.
- Alcatel One Touch 720 abril. Pantalla táctil resistiva TFT LCD de 2,8 pulgadas, cámara de 2 MP, Wi-Fi, Bluetooth.
- Alcatel One Touch 819 Soul Pantalla táctil resistiva TFT LCD de 2,4 pulgadas, cámara de 2 MP, Wi-Fi, Bluetooth.

#### Teléfonos móviles
- Alcatel One Touch 282 diciembre. Pantalla TFT de 1,8 pulgadas
- Alcatel One Touch 902 junio. 3G, Pantalla TFT de 2,4 pulgadas, cámara de 3,5 MP, Wi-Fi, Bluetooth.
- Alcatel One Touch 838 abril. Pantalla TFT de 2,4 pulgadas, cámara de 2 MP, Wi-Fi, Bluetooth.
- Alcatel One Touch 595 abril. Pantalla TFT de 2,0 pulgadas, cámara de 2 MP, Bluetooth.
- Alcatel One Touch 358 abril. Pantalla TFT de 2,0 pulgadas, cámara VGA
- Alcatel One Touch 317D marzo. Pantalla TFT de 1,8 pulgadas, cámara VGA
- Alcatel One Touch 870 marzo. 3G Pantalla TFT de 2,0 pulgadas, cámara de 2 MP, GPS, Bluetooth.
- Alcatel One Touch 308 febrero. Pantalla TFT de 1,5 pulgadas, cámara VGA
- Alcatel One Touch 310 febrero. Pantalla TFT de 1,8 pulgadas
- Alcatel One Touch 292 febrero. Pantalla TFT de 1,8 pulgadas
- Alcatel One Touch 228 enero. Pantalla TFT de 1,45 pulgadas
- Alcatel One Touch 318D enero. Pantalla TFT de 1,8 pulgadas, cámara VGA, Bluetooth.

### 2011

#### Teléfonos inteligentes
- Alcatel One Touch 918 noviembre. Android. 3G, Pantalla táctil capacitiva TFT LCD de 3,2 pulgadas, cámara de 3.15 MP, Wi-Fi, GPS, Bluetooth.
- Alcatel One Touch 906 julio. Android. 3G, Pantalla táctil resistiva TFT LCD de 2,8 pulgadas, cámara de 2 MP, Wi-Fi, GPS, Bluetooth.
- Alcatel One Touch 890D mayo. Android. Pantalla táctil resistiva TFT LCD de 2,8 pulgadas, cámara de 2 MP, Wi-Fi, GPS, Bluetooth.
- Alcatel One Touch 891 Soul febrero. Android. 3G, Pantalla táctil resistiva TFT LCD de 2,8 pulgadas, cámara de 2 MP, Wi-Fi, GPS, Bluetooth.
- Alcatel One Touch 890 febrero. Android. Pantalla táctil resistiva TFT LCD de 2,8 pulgadas, cámara de 2 MP, Wi-Fi, GPS, Bluetooth.
- Alcatel One Touch 990 febrero. Android 2.2.2 Froyo, 3G, pantalla táctil capacitiva TFT LCD de 3,5 pulgadas, cámara de 5 MP con autofocus, Wi-Fi, GPS, Bluetooth. Existen ediciones especiales Carbon y Chrome y que sólo se diferencian en el color
- Alcatel One Touch 908 febrero. Android. 3G, Pantalla táctil capacitiva TFT LCD de 2,8 pulgadas, cámara de 2 MP, Wi-Fi, GPS, Bluetooth.
- Alcatel One Touch 908F Android. Pantalla táctil capacitiva TFT LCD de 2,8 pulgadas, cámara de 2 MP, Wi-Fi, GPS, Bluetooth.
- Alcatel One Touch 918D Android. 3G, Pantalla táctil capacitiva TFT LCD de 3,2 pulgadas, cámara de 3,15 MP, Wi-Fi, GPS, Bluetooth.
- Alcatel One Touch 910 Android. 3G, Pantalla táctil capacitiva TFT LCD de 2,8 pulgadas, cámara de 5 MP, Wi-Fi, GPS, Bluetooth.
- Alcatel One Touch 602 julio. Pantalla táctil resistiva TFT LCD de 2,4 pulgadas, cámara de 2 MP, Bluetooth.
- Alcatel One Touch 813D mayo. Pantalla táctil resistiva TFT LCD de 2,4 pulgadas, cámara de 2 MP, Wi-Fi, Bluetooth.
- Alcatel One Touch 807 febrero. Pantalla táctil resistiva TFT LCD de 2,8 pulgadas, cámara de 2 MP, Wi-Fi, Bluetooth.
- Alcatel One Touch 803 febrero. Pantalla táctil resistiva TFT LCD de 2,4 pulgadas, cámara de 2 MP, Bluetooth.
- Alcatel One Touch 905 febrero. 3G, Pantalla táctil resistiva TFT LCD de 2,8 pulgadas, cámara de 2 MP, Bluetooth.
- Alcatel One Touch 888 Pantalla táctil resistiva TFT LCD de 3,2 pulgadas, cámara de 2 MP, Bluetooth.
- Alcatel One Touch 818 Pantalla táctil resistiva TFT LCD de 3,2 pulgadas, cámara de 2 MP, Bluetooth.
- Alcatel One Touch 813F Pantalla táctil resistiva TFT LCD de 2,4 pulgadas, cámara de 2 MP, Wi-Fi, Bluetooth.

#### Teléfonos móviles
- Alcatel One Touch 810D Pantalla TFT de 2,4 pulgadas, cámara de 2 MP, Bluetooth.
- Alcatel One Touch 690 3G. Pantalla TFT de 2,0 pulgadas, cámara de 2 MP, Bluetooth.
- Alcatel One Touch 330 3G. Pantalla TFT de 1,8 pulgadas
- Alcatel One Touch 810 octubre. Pantalla TFT de 2,4 pulgadas, cámara de 2 MP, Bluetooth.
- Alcatel One Touch 385 agosto. Pantalla TFT de 2,0 pulgadas, cámara VGA
- Alcatel One Touch 217 agosto. Pantalla TFT de 1,45 pulgadas
- Alcatel One Touch 117 agosto. Pantalla gráfica monocroma de 1,32 pulgadas
- Alcatel One Touch 585 julio. Pantalla TFT de 2,0 pulgadas, cámara de 2 MP, Bluetooth.
- Alcatel One Touch 799 Play febrero. Pantalla TFT de 2,4 pulgadas, cámara de 2 MP, Bluetooth.
- Alcatel One Touch 900 febrero. 3G, Pantalla TFT de 2,4 pulgadas, cámara de 2 MP, Bluetooth.
- Alcatel One Touch 665 febrero. Pantalla TFT de 1,77 pulgadas, cámara de 2 MP, Bluetooth.
- Alcatel One Touch 209 febrero. Pantalla CSTN de 1,45 pulgadas
- Alcatel One Touch 213 febrero. Pantalla CSTN de 1,45 pulgadas
- Alcatel One Touch 506 febrero. Pantalla TFT de 1,77 pulgadas, cámara de 2 MP, Bluetooth.
- Alcatel One Touch 361 febrero. Pantalla TFT de 1,77 pulgadas, cámara VGA, Bluetooth.
- Alcatel One Touch 306 febrero. Pantalla TFT de 1,45 pulgadas, cámara VGA
- Alcatel One Touch 355 febrero. Pantalla TFT de 1,8 pulgadas, cámara VGA
- Alcatel One Touch 113 febrero. Pantalla gráfica monocroma de 1,32 pulgadas
- Alcatel One Touch 109 febrero. Pantalla gráfica monocroma de 1,32 pulgadas
- Alcatel One Touch 112 febrero. Pantalla gráfica monocroma de 1,32 pulgadas

### 2010

#### Teléfonos inteligentes
- Alcatel One Touch 980 febrero. Android, 3G, pantalla táctil resistiva TFT LCD de 2,8 pulgadas, cámara de 2 MP, Wi-Fi, GPS, Bluetooth. Aspecto similar al Palm Pre, conocido como el Alcatel Tribe de la operadora canadiense Wind Mobile.
- Alcatel One Touch 706 Pantalla táctil resistiva TFT LCD de 2,4 pulgadas, cámara de 1,3 MP, Bluetooth.
- Alcatel One Touch 710 febrero. Pantalla táctil resistiva TFT LCD de 2,83 pulgadas, cámara de 2 MP, Bluetooth.
- Alcatel One Touch 909 One Touch MAX febrero. 3G, Pantalla táctil resistiva TFT LCD de 2,8 pulgadas, cámara de 2 MP, GPS, Bluetooth.
- Alcatel One Touch 880 One Touch XTRA febrero. Pantalla táctil resistiva TFT LCD de 2,4 pulgadas, cámara de 2 MP, Bluetooth.
- Alcatel One Touch 806 febrero. Pantalla táctil resistiva TFT LCD de 2,8 pulgadas, cámara de 2 MP, Wi-Fi, Bluetooth.
- Alcatel Miss Sixty febrero. Pantalla táctil resistiva TFT LCD de 2,4 pulgadas, cámara de 2 MP, Bluetooth.

#### Teléfonos móviles
- Alcatel One Touch Net junio. QWERTY, Pantalla TFT de 2,4 pulgadas, cámara de 2 MP, Bluetooth.
- Alcatel One Touch 808 febrero. Pantalla TFT de 2,4 pulgadas, cámara de 2 MP, Bluetooth.
- Alcatel One Touch 606 One Touch CHAT febrero. Pantalla TFT de 2,2 pulgadas, cámara VGA, Bluetooth.
- Alcatel One Touch 380 febrero. Pantalla TFT de 1,8 pulgadas, cámara VGA, Bluetooth.
- Alcatel One Touch 252 febrero. Pantalla TFT de 1,8 pulgadas
- Alcatel One Touch 255 febrero. Pantalla TFT de 1,8 pulgadas
- Alcatel One Touch 508A febrero. Pantalla TFT de 1,8 pulgadas, cámara VGA, Bluetooth.
- Alcatel One Touch 565 febrero. Pantalla TFT de 1,77 pulgadas, cámara VGA, Bluetooth.
- Alcatel One Touch 505 febrero. Pantalla TFT de 1,77 pulgadas, cámara VGA, Bluetooth.
- Alcatel One Touch 305 febrero. Pantalla CSTN de 1,45 pulgadas, cámara VGA.
- Alcatel One Touch 300 febrero. Pantalla CSTN de 1,45 pulgadas, cámara VGA.
- Alcatel One Touch 208 febrero. Pantalla CSTN de 1,45 pulgadas
- Alcatel One Touch 216 febrero. Pantalla CSTN de 1,5 pulgadas, cámara VGA
- Alcatel One Touch 301 febrero. Pantalla CSTN de 1,5 pulgadas, cámara VGA, Bluetooth.
- Alcatel One Touch 108 febrero. Pantalla STN de 1,32 pulgadas
- Alcatel One Touch 206 Pantalla CSTN de 1,5 pulgadas, cámara VGA
- Alcatel One Touch 802 Wave Pantalla TFT de 2,4 pulgadas, cámara de 2 MP, Bluetooth.
- Alcatel One Touch 223 Pantalla TFT de 1,45 pulgadas
- Alcatel One Touch 105 Pantalla gráfica monocroma de 1,32 pulgadas

### 2009
- Alcatel Crystal octubre. Pantalla TFT de 1,8 pulgadas, cámara de 1,3 MP, Bluetooth.
- Alcatel Roadsign agosto. Pantalla TFT de 1,8 pulgadas, cámara VGA, Bluetooth.
- Alcatel Miss Sixty 2009 julio. Pantalla TFT de 1,8 pulgadas, cámara de 1,3 MP, Bluetooth.
- Alcatel ELLE GlamPhone julio. Pantalla TFT de 1,8 pulgadas, cámara de 1,3 MP, Bluetooth.
- Alcatel One Touch 106 Pantalla SNT de 1,32 pulgadas
- Alcatel OT-800 One Touch CHROME agosto. Pantalla TFT de 2,2 pulgadas, cámara de 2 MP, Bluetooth.
- Alcatel OT-800 One Touch Tribe junio. Pantalla TFT de 2,2 pulgadas, cámara de 2 MP, Bluetooth.
- Alcatel One Touch 708 junio. Más conocido como Alcatel One Touch Mini. GPRS, pantalla táctil resistiva TFT LCD de 2,4 pulgadas, cámara de 1.3 MP, Bluetooth.
- Alcatel One Touch 660 junio. Pantalla TFT de 1,8 pulgadas, cámara de 1,3 MP, Bluetooth.
- Alcatel One Touch 383 junio. Pantalla TFT de 1,8 pulgadas, cámara VGA, Bluetooth.
- Alcatel One Touch 203 junio. Pantalla CSTN de 1,5 pulgadas
- Alcatel One Touch 103 junio. Pantalla SNT de 1,3 pulgadas
- Alcatel One Touch S121 junio. Pantalla SNT de 1,3 pulgadas
- Alcatel One Touch 600 marzo. Pantalla CSTN de 1,8 pulgadas, 1.3 MP camera, Bluetooth, Reproductor de música y vídeo, 2G.
- Alcatel One Touch 363 marzo. Pantalla CSTN de 1,8 pulgadas, cámara VGA, Bluetooth.
- Alcatel One Touch 303 marzo. Pantalla CSTN de 1,8 pulgadas, cámara VGA
- Alcatel One Touch 280 marzo. Pantalla CSTN de 1,8 pulgadas
- Alcatel One Touch 202 febrero. Pantalla SNT de 1,3 pulgadas
- Alcatel One Touch 111 febrero. Pantalla SNT de 1,3 pulgadas
- Alcatel One Touch 102 febrero. Pantalla SNT de 1,3 pulgadas
- Alcatel One Touch 222 Pantalla CSTN de 1,45 pulgadas

### 2008
- Alcatel Mandarina Duck Moon noviembre. GPRS, clamshell pantalla TFT, cámara VGA, Bluetooth
- Alcatel One Touch V570 Pantalla CSTN de 1,8 pulgadas, cámara VGA
- Alcatel One Touch S626A Pantalla CSTN de 1,8 pulgadas, cámara de 1,3 MP, Bluetooth.
- Alcatel One Touch S521A Pantalla SNT de 1,8 pulgadas, cámara VGA
- Alcatel One Touch S320 Pantalla SNT de 1,8 pulgadas, Bluetooth.
- Alcatel One Touch S215A Pantalla CSTN de 1,8 pulgadas
- Alcatel One Touch I650 SPORT febrero. Pantalla OLED de 1,8 pulgadas, cámara de 1,3 MP, Bluetooth.
- Alcatel One Touch I650 PRO febrero. Pantalla OLED de 1,8 pulgadas, cámara de 1,3 MP, Bluetooth.
- Alcatel One Touch V670 febrero. Pantalla TFT de 1,8 pulgadas, cámara VGA, Bluetooth.
- Alcatel One Touch V607A febrero. Pantalla TFT de 1,8 pulgadas, cámara VGA
- Alcatel One Touch V212 febrero. Pantalla CSTN de 1,5 pulgadas
- Alcatel One Touch S520 febrero. Pantalla SNT de 1,8 pulgadas, cámara VGA
- Alcatel One Touch S621 febrero. Pantalla SNT de 1,8 pulgadas, cámara de 1,3 MP, Bluetooth.
- Alcatel One Touch S920 febrero. 3G. Pantalla TFT de 1,9 pulgadas, cámara de 1,3 MP, Bluetooth.
- Alcatel One Touch S319 febrero. Pantalla SNT de 1,8 pulgadas
- Alcatel One Touch S218 febrero. Pantalla SNT de 1,8 pulgadas, Bluetooth.
- Alcatel One Touch S211 febrero. Pantalla CSTN de 1,5 pulgadas
- Alcatel One Touch S210 febrero. Pantalla SNT de 1,5 pulgadas
- Alcatel One Touch S120 febrero. Pantalla SNT de 1,3 pulgadas
- Alcatel One Touch S107 febrero. Pantalla SNT de 1,3 pulgadas
- Alcatel One Touch V770 enero. Pantalla TFT de 1,9 pulgadas, cámara de 1,3 MP, Bluetooth.
- Alcatel One Touch V270 enero. Pantalla TFT de 1,5 pulgadas

### 2007
- Alcatel Mandarina Duck octubre. GPRS, clamshell pantalla TFT, cámara VGA, Bluetooth
- Alcatel ELLE No 3 febrero. Pantalla TFT de 1,9 pulgadas, cámara de 1,3 MP, Bluetooth
- Alcatel Lollipops febrero. Pantalla CSTN de 1.8 pulgadas, cámara VGA
- Alcatel One Touch C507 febrero. Pantalla TFT de 1,5 pulgadas, cámara VGA, Bluetooth.
- Alcatel One Touch C701 febrero. Pantalla TFT de 1,8 pulgadas, cámara VGA, Bluetooth.
- Alcatel One Touch C707 febrero. Pantalla TFT de 1,8 pulgadas, cámara VGA, Bluetooth.
- Alcatel One Touch C717 febrero. Pantalla TFT de 1,8 pulgadas, cámara de 1,3 MP, Bluetooth.
- Alcatel One Touch C825 febrero. Pantalla TFT, cámara de 1,3 MP, Bluetooth.
- Alcatel One Touch E101 febrero. Pantalla gráfica monocroma de 1,3 pulgadas
- Alcatel One Touch E201 febrero. Pantalla CSTN
- Alcatel One Touch E220 febrero. Pantalla gráfica de 4096 colores
- Alcatel One Touch E221 febrero. Pantalla TFT de 1,5 pulgadas
- Alcatel One Touch E225 febrero. Pantalla gráfica monocroma
- Alcatel One Touch E227 febrero. Pantalla TFT de 1,5 pulgadas
- Alcatel One Touch E230 febrero. Pantalla CSTN de 1,3 pulgadas
- Alcatel One Touch E805 febrero. Pantalla CSTN
- Alcatel One Touch E207 Pantalla CSTN
- Alcatel One Touch C700A Pantalla TFT de 1,8 pulgadas, cámara VGA

### 2006
- Alcatel One Touch E205 octubre. Pantalla gráfica de 4096 colores
- Alcatel One Touch C630 febrero. Pantalla CSTN de 1,8 pulgadas, cámara VGA
- Alcatel One Touch E801 febrero. Pantalla CSTN
- Alcatel One Touch E100 febrero. Features gráfica en color
- Alcatel One Touch C550 febrero. Pantalla CSTN de 1,8 pulgadas, cámara VGA
- Alcatel One Touch E265 Pantalla CSTN
- Alcatel One Touch E105 febrero. Pantalla gráfica monocroma
- Alcatel One Touch E260 Pantalla CSTN de 1,5 pulgadas
- Alcatel One Touch C560 Pantalla CSTN de 1,8 pulgadas, cámara VGA
- Alcatel One Touch C635 Pantalla CSTN de 1,8 pulgadas, cámara VGA

### 2005
- Alcatel One Touch C552 Pantalla CSTN, cámara VGA
- Alcatel One Touch E160 Pantalla STN
- Alcatel One Touch C750 Pantalla CSTN, cámara VGA
- Alcatel One Touch E257 Pantalla CSTN
- Alcatel One Touch S850 Pantalla TFT de 1,8 pulgadas, cámara de 1,3 MP, Bluetooth.
- Alcatel One Touch E252 Pantalla CSTN
- Alcatel One Touch E256 Pantalla CSTN
- Alcatel One Touch E259 Pantalla CSTN
- Alcatel One Touch E157 Pantalla gráfica LCD en escala de grises
- Alcatel One Touch C652 Pantalla CSTN, cámara VGA
- Alcatel One Touch C656 Pantalla CSTN, cámara VGA
- Alcatel One Touch C551 Pantalla CSTN, cámara VGA
- Alcatel One Touch E159 Pantalla STN
- Alcatel One Touch C555 Pantalla CSTN, cámara VGA
- Alcatel One Touch E158 Pantalla gráfica LCD en escala de grises
- Alcatel One Touch S853 Pantalla TFT de 2,0 pulgadas, cámara de 1,3 MP, Bluetooth.
- Alcatel One Touch C651 Pantalla CSTN, cámara VGA

### 2004
- Alcatel One Touch 565 Pantalla CSTN, cámara VGA
- Alcatel One Touch 757 Pantalla TFT, cámara VGA
- Alcatel One Touch 557 Pantalla CSTN, cámara VGA
- Alcatel One Touch 153 Pantalla gráfica LCD en escala de grises
- Alcatel One Touch 835 Pantalla TFT, cámara VGA
- Alcatel One Touch 556 Pantalla CSTN, cámara VGA
- Alcatel One Touch 155 Pantalla gráfica LCD en escala de grises
- Alcatel One Touch 156 Pantalla gráfica LCD en color
- Alcatel One Touch 355 Pantalla CSTN
- Alcatel One Touch 756 Pantalla TFT, cámara VGA
- Alcatel One Touch 735i Pantalla CSTN, cámara CIF

## Teléfonos móviles Alcatel

### 2003
- Alcatel One Touch 735 y Alcatel One Touch 735i septiembre. Pantalla CSTN, cámara CIF
- Alcatel One Touch 535 julio. Pantalla CSTN
- Alcatel One Touch 531 marzo. Pantalla CSTN
- Alcatel One Touch 332 pantalla gráfica CSTN
- Alcatel One Touch 331 pantalla gráfica LCD monocromo
- Alcatel One Touch 526 pantalla gráfica LCD monocromo
- Alcatel One Touch 320 pantalla gráfica LCD monocromo

### 2002
- Alcatel One Touch 525 pantalla gráfica LCD monocromo
- Alcatel One Touch 715 pantalla gráfica LCD monocromo
- Alcatel One Touch 512 pantalla gráfica LCD monocromo

### 2001
- Alcatel One Touch 311 pantalla gráfica LCD monocromo
- Alcatel One Touch 511 pantalla gráfica LCD monocromo

### 2000
- Alcatel One Touch 700 pantalla gráfica LCD monocromo
- Alcatel One Touch 500 pantalla gráfica LCD monocromo
- (en) Alcatel One Touch 300 pantalla gráfica LCD monocromo
- Alcatel One Touch View db pantalla gráfica LCD monocromo
- Alcatel One Touch View db pantalla gráfica LCD monocromo
- Alcatel One Touch Max db pantalla alfanumérica
- Alcatel One Touch Easy db pantalla alfanumérica
- Alcatel One Touch Gum db pantalla alfanumérica
- Alcatel One Touch Club db pantalla alfanumérica

### 1999
- Alcatel One Touch 501 pantalla LCD monocromo.
- Alcatel One Touch Pocket pantalla LCD monocromo.

### 1998
- Alcatel One Touch COM pantalla gráfica LCD monocromo
- Alcatel One Touch Pro pantalla gráfica LCD monocromo
- Alcatel One Touch Easy HF pantalla alfanumérica
- Alcatel One Touch Easy pantalla alfanumérica
- Alcatel One Touch Club pantalla alfanumérica
- Alcatel One Touch Club + pantalla alfanumérica
- Alcatel One Touch Max pantalla alfanumérica
- Alcatel One Touch View pantalla gráfica LCD monocromo

### 1997
- Alcatel HC 1000 pantalla alfanumérica
- Alcatel HC 800 pantalla alfanumérica